# Aquilariaceae
Classification APG II (2003)
Classification APG III (2009)
Famille
La famille des Aquilariacées est une famille de plantes dicotylédones. Selon Dalwitz & Watson, elle comprend 32 espèces réparties en six genres :
Aquilaria, Gyrinops, Gyrinopsis, Microsemma, Octolepis et Solmsia.
Ce sont des arbres des régions tropicales, originaires d'Afrique de l'Est, de Madagascar et des îles de l'océan Pacifique (Nouvelle-Calédonie).
Le genre Aquilaria fournit l'encens et le genre Gynirops du bois et de la pâte à papier.
La plupart des classifications botaniques n'acceptent pas cette famille.
La classification classique et la classification phylogénétique incorporent ces plantes dans les Thyméléacées.